# Керн, Фёдор Сергеевич
Фёдор Серге́евич Керн (декабрь 1817 — 24 декабря 1890) — русский морской деятель, адмирал (01.01.1890), герой покорения Кавказа, Синопского сражения и обороны Севастополя.

## Биография
Родился 4 (16) декабря 1817 года в селе Егорье Сычёвского уезда в семье дворян Смоленской губернии Керн.
В 1831 году поступил в Морской кадетский корпус, в 1833 году был произведён в гардемарины. В 1835 году выпущен из Морского корпуса мичманом, с назначением в Черноморский флот; здесь он служил под начальством таких командиров, как В. А. Корнилов (бриг «Фемистокл»), Н. Ф. Метлин (бриг «Фемистокл» и фрегат «Браилов»), В. И. Истомин (корвет «Орест» и фрегат «Флора») и П. С. Нахимов. Непрестанные крейсерства у берегов Кавказа ещё закалили от природы спокойный и хладнокровный характер Керна. За дело у Субаши он был награждён орденом Святой Анны 4-й степени, а в 1846 году, в чине лейтенанта, получил в командование тендер «Проворный», что на Чёрноморском флоте считалось большим отличием.
В 1849 году был произведён в капитан-лейтенанты и назначен командиром брига «Аргонавт», на котором и плавал у кавказских берегов. Затем он командовал пароходом «Бессарабия», корветом «Калипсо» и пароходом «Одесса», командуя которым принял участие в Синопском сражении. 26 ноября 1851 года за участие в 18 морских кампаниях был награждён орденом Святого Георгия 4-й степени. 
28 ноября 1853 года был произведён в чин капитана 2-го ранга:

«…за примерную храбрость и отличное действие пароходом под флагом генерал-адъютанта Корнилова во время сражения с неприятельским пароходом, более чем в трое сильнейшим, за содействие окончательному истреблению неприятельских судов и при выводе своих поврежденных кораблей в море…»
В январе следующего года был назначен командиром фрегата «Кулевчи».

«…Керн — молодец, прекрасно вел себя в сражении, получил чин и фрегат и в весьма непродолжительном времени будет командиром корабля и экипажа.»— Из письма П. С. Нахимова от 19 марта 1854 года
После высадки союзников у Балаклавы назначен начальником 4-й оборонительной линии и Малахова кургана. За отличие при обороне Малахова кургана в день первой бомбардировки Севастополя 5 октября 1854 года был награждён орденом Святой Анны 2-й степени. 

«Начальником 4-го отделения оборонительной линии назначается капитан 1-го ранга Юрковский и к нему помощником командир 44-го флотского экипажа капитан 2-го ранга Керн…»— Из приказа начальника гарнизона Севастополя вице-адмирала П. С. Нахимова от 7 марта 1855 года
На этом посту Керн был контужен и ранен в голову. За храбрость и мужество был награждён орденом Святого Владимира 3-й степени с мечами, орденом Святого Георгия 3-й степени, золотым оружием с надписью "За храбрость». 23 февраля 1855 года назначен командиром 44-го флотского экипажа с оставлением в должности командира фрегата. 11 мая 1855 года произведён в чин капитана 1-го ранга и пожалован арендой в 800 рублей на 12 лет.
Далее он был переведён на Балтийский флот. Командовал кораблями «Красное», 1856 год и «Орёл», 1857—1860 года. В кампанию 1861—1862 годов командовал практическим отрядом винтовых канонерских лодок. После чего ещё две кампании командовал отрядом броненосных судов в Балтийском море и Финском заливе.
В 1865—1867 годах Ф. С. Керн командовал отрядом кораблей отправлявшихся на Тихий океан (корвет «Аскольд», клипер «Изумруд», канонерская лодка «Соболь» и шхуна «Алеут»). 30 августа 1867 года Ф. С. Керн был произведён в чин контр-адмирала.
3 декабря 1867 года контр-адмирал Ф. С. Керн подал на имя Управляющего Морским Министерством «Докладную записку» с предложениями по вопросам распространения православия в Японии.
1 января 1872 года он был произведён в чин вице-адмирала и назначен старшим флагманом Черноморского флота. В 1879 году его назначили членом Адмиралтейств-совета. 1 января 1890 года Ф. С. Керн был произведён в чин адмирала.
Умер 18 (30) декабря 1890 года в своём имении Егорье. 
В честь Ф. С. Керна названы мыс Керна [Коксанамдан] в Японском море (полуостров Корея) — мыс был обследован в 1886 году экипажем клипера «Крейсер» и тогда же было присвоено название мысу, и мыс Керна в Беринговом море (Анадырский залив, бухта Всадник) — мыс описан в 1876 году экипажем клипера «Всадник», тогда же было присвоено название. 

## Награды
Российские:
- Орден Святой Анны 4-й степени (1839)
- Орден Святого Станислава 3-й степени (06.12.1843)
- Орден Святого Георгия 4-й степени за участие в 18 морских кампаниях (26.11.1851)
- Орден Святой Анны 3-й степени (1852)
- Орден Святой Анны 2-й степени (1854)
- Орден Святого Владимира 3-й степени с мечами (1855)
- Золотая сабля с надписью "За храбрость" (1855)
- Орден Святого Георгия 3-й степени за отличие при обороне Севастополя (29.02.1856)
- Орден Святого Станислава 1-й степени (03.07.1867)
- Орден Святой Анны 1-й степени с мечами (1870)
- Орден Белого орла (30.08.1878)
- Орден Святого Александра Невского (01.01.1882)

Иностранные:
- Греческий орден Спасителя, большой крест (1867)